# Rosette Dewitte
Rosette Dewitte (De Panne, 16 september 1921 - Oostduinkerke, 9 juli 2011) was een Belgische politica en burgemeester van Oostduinkerke.

## Levensloop
De ouders van Rosa Dewitte waren afkomstig van het plattelandsdorpje Gijverinkhove. Zelf werd ze geboren in de kustgemeente De Panne. Ze huwde er op 24 april 1942, tijdens de Tweede Wereldoorlog, met hotelier en oorlogsburgemeester van Oostduinkerke Honoré Loones.
In 1953 werd Dewitte op 32-jarige leeftijd burgemeester van Oostduinkerke, waarmee ze in het voetspoor trad van de eerste vrouwelijke burgemeesters in België, zoals onder meer de Geluveldse Léonie Keingiaert de Gheluvelt (een van de vier in 1921 benoemde vrouwelijke burgemeesters), de Huisese Agnès della Faille d'Huysse (vanaf 1927), de Rekemse Marie Delwaide (vanaf 1928), de Snellegemse Adrienne le Bailly de Tilleghem (vanaf 1928), de Wimmertingse Inès de Grady de la Neuville (vanaf 1947), de Lichterveldse Maria Callewaert-Casselman (vanaf 1947) en Simonne Gerbehaye uit Senzeille (vanaf 1947).
Het politiek optreden van vrouwen in de plaats van hun verhinderde echtgenoot kwam vaker voor. Zo behaalde Josepha Verlinden (1906-2005), de echtgenote van Leo Delwaide, die omwille van zijn oorlogsburgemeesterschap geschorst was, een triomfantelijke verkiezingsuitslag op de laatste plaats van de Antwerpse CVP-lijst voor de gemeenteraadsverkiezingen van november 1946. Nora Puype, echtgenote van de Brugse oorlogsburgemeester Jozef Devroe stond in 1949 op de CVP-senaatslijst voor het arrondissement Brugge.
In Oostduinkerke waren de tegenstellingen aanzienlijk tussen de voor- en tegenstanders van de collaboratie en van het verzet, ten top gedreven door de herinnering aan de na de oorlog terechtgestelde Irma Laplasse. Rosette Dewitte behaalde een volstrekte meerderheid en was burgemeester tot 1964, met in de schaduw haar echtgenoot die als haar privé-secretaris fungeerde en bij de bevolking als de 'echte' burgemeester werd ervaren. Toen hij weer genoot van zijn burgerrechten, nam hij het ambt van haar over en vanaf 1 januari 1965 was hij opnieuw burgemeester. Hij bleef het tot aan de gemeentelijke fusie met Koksijde in 1977 en was zo de laatste burgemeester van Oostduinkerke.
Dewitte bleef na haar periode als burgemeester in de gemeente actief in het OCMW en ze werkte als hoteluitbaatster, eerst van Hotel Gauquié en later hotel Westland. Een van haar kinderen is Jan Loones, die ook politiek actief werd als eerste schepen in Koksijde en als parlementslid.

## Voetnota
1. ↑  In dit artikel wordt verkeerd vermeld dat ze de eerste vrouwelijke burgemeester in België was. Via internet werd deze vergissing verspreid.